# Baltzarfejden
Baltzarfejden, Balsefejden, var en väpnad konflikt i Jämtland och Härjedalen under Kalmarkriget 1611-1613. 

## Bakgrund
Såväl Jämtland som Härjedalen utgjorde efter Kalmarunionens upplösning ett gränsområde på den skandinaviska halvön. Mellan Jämtlands östligaste gräns i Fors är det enbart ett tiotal mil till Bottenhavet. Likaså är det från både Jämtlands och Härjedalens västgräns till Norska havet. Gränsen mot väster var även en naturlig gräns i och med Kölen. Ur militärstrategiskt perspektiv var det gynnsamt för både Danmark-Norge och Sverige att ha kontroll över området. Från svenskt håll kunde man dela Norge i två delar genom att ta Tröndelag och från dansk-norsk sida kunde man dela Sverige i två genom infall i Norrland. Det var något man fruktade från svenskt håll när man även börjat kolonisera Lappmarken.

## Utveckling
Kristian IV sände ett brev under våren 1611 med instruktioner till den danske länsherren Sten Jenssen Bille i Trondheim, i brevet fick han i uppdrag att utskriva 2 000 man fotfolk som senast i juni 1611 skulle dra in i Jämtland för att sedan attackera Sverige.
Sten Bille och hans närmaste man Jens Bjelke lyckades emellertid inte med det. Först i juli var allt klart. Sten Bille valde att stanna kvar i Trondheim och det var Jens Bjelke som ledde hären med hjälp av Hans Basse på runt 2 000-2 500 man in i Jämtland, där de förstärktes av två fänikor jämteknektar under Johan Vesling och Henning Jenssen.
Hären hade alltför få hästar tillgängliga. I Jämtland uppstod även ett försörjningsproblem. Trönderna i armén var odisciplinerade och följde inte de kungliga påbuden om att betala för det de fick — eller tog — från jämtarna som inte heller hade någon större vilja att förse militären med mat. 
Små angrepp gjordes in i Medelpad och Hälsingland och kung Christians anbud om att inte gå för hårt ut följdes. Hären fick i uppgift att förmå norrlänningarna att vända sig emot Karl IX och istället stötta den danske kungen. Försöken gav emellertid inte något större resultat. Jämtarna, som var utarmade sedan Nordiska sjuårskrigets tid och hyste missnöje över knektinkvarteringen, vägrade att överskrida gränsen.
I maj samma år fick Karl IX:s ståthållare över sjösamerna och hela Lappmarken, Baltzar Beck till Pelvis (som givit händelsen dess namn) order om att infalla i Jämtland samtidigt som krigshövitsmannen Jakob Tommeson med ett bondeuppbåd från Dalarna skulle inbryta i Härjedalen. Av kungen hade Beck fått order om att "icke ens barnet i vaggan skulle bliva förskonat".
I början av augusti gick Beck med en mindre truppstyrka över gränsen, och efter ett par veckor nödgades Basse, som lägrat sig vid Brunflo, till följd av proviantbrist dra sig tillbaka över fjällen. Beck besatte hela landet utan motstånd, anlade som spärrbefästning vid infartsvägen från Norge Mörsils skans samt därjämte Frösö skans (Frösöholm) vid Kungsgården på Frösön. Beck hotade att fullfölja ordern han hade fått av Karl IX om inte befolkningen svor den svenske kungen trohet. Allmogen gjorde det av rädsla och magister Jonas Germundi Palma uppsändes som superintendent för att omorganisera de kyrkliga förhållandena. Beck och Palma blev snart oense, framför allt enär Beck tillät utpressningar och soldatövervåld samt därigenom framkallade ovilja bland allmogen mot det svenska väldet, trots att han lovat att inte göra det. Hans knektar for fram genom bygderna i Jämtland och i Åre, Undersåker och Kalls socken plundrades och brändes nästan samtliga byar. Undersåkers medeltida stenkyrka blev jämnad med marken. I Härjedalen hyste befolkningen från början ingen sympati för svenskarna, alla gårdar i Hede socken och större delen av Svegs socken brändes ned i inledningen av ockupationen. Hösten 1612 var Beck tvungen att dra undan sina trupper, som behövdes på annat håll, och i freden i Knäred återlämnades såväl Jämtland som Härjedalen till Norge.

## Räfsten
Kristian IV lät anställa sträng räfst med de jämtbönder, som svurit svenskarna trohet.